# Gymnocarpos
Gymnocarpos je rod manjih grmova i zeljastog bilja iz porodice klinčićevki.
Pripada mu 10 vrsta rasprostranjenih od Makaronezije preko afrićkog Sredozemlja i Arapskog poluotoka na istok do sjeverozapadne Kine i Mongolije.
Stabljike gole, jako razgranate. Listovi nasuprotni.. Dvije vrste su sokotranski endemi (G. bracteatus i G. kuriensis).

## Vrste
1. Gymnocarpos argenteus Petruss. & Thulin
2. Gymnocarpos bracteatus (Balf.f.) Petruss. & Thulin
3. Gymnocarpos decander Forssk.
4. Gymnocarpos dhofarensis Petruss. & Thulin
5. Gymnocarpos kuriensis (Radcl.-Sm.) Petruss. & Thulin
6. Gymnocarpos mahranus Petruss. & Thulin
7. Gymnocarpos parvibractus (M.G.Gilbert) Petruss. & Thulin
8. Gymnocarpos przewalskii Bunge ex Maxim.
9. Gymnocarpos rotundifolius Petruss. & Thulin
10. Gymnocarpos sclerocephalus (Decne.) Dahlgren & Thulin

## Sinonimi
- Lochia Balf.f.
- Sclerocephalus Boiss.